# Зђешовице
Зђешовице (пољ. Zdzieszowice) град је у Пољској у Војводству опољском. По подацима из 2012. године број становника у месту је био 12 087.

## Становништво
| 2012.  |
| ------ |
| 12 087 |

## Партнерски градови
- Лудвигсфелде